# Tyrannochthonius
Tyrannochthonius és un gènere de pseudoescorpins de la família Chthoniidae.
Aquesta és la llista de les espècies que pertanyen a aquest gènere:
| - Tyrannochthonius alabamensis Muchmore, 1996 - Tyrannochthonius aladdinensis Chamberlin, 1995 - Tyrannochthonius albidus (Beier, 1977) - Tyrannochthonius amazonicus Mahnert, 1979 - Tyrannochthonius aralu Chamberlin, 1995 - Tyrannochthonius archeri Chamberlin, 1995 - Tyrannochthonius assimilis Hong & T. H. Kim, 1993 - Tyrannochthonius attenuatus Muchmore, 1996 - Tyrannochthonius avernicola Chamberlin, 1995 - Tyrannochthonius bagus Harvey, 1988 - Tyrannochthonius bahamensis Muchmore, 1984 - Tyrannochthonius barri Muchmore, 1996 - Tyrannochthonius beieri Morikawa, 1963 - Tyrannochthonius binoculatus Muchmore, 1996 - Tyrannochthonius bispinosus (Beier, 1974) - Tyrannochthonius brasiliensis Mahnert, 1979 - Tyrannochthonius brevimanus Beier, 1935 - Tyrannochthonius brooksi Harvey, 1991 - Tyrannochthonius butleri Harvey, 1991 - Tyrannochthonius caecatus (Beier, 1976) - Tyrannochthonius cavernicola (Beier, 1976) - Tyrannochthonius cavicola (Beier, 1967) - Tyrannochthonius centralis Beier, 1931 - Tyrannochthonius chamberlini Muchmore, 1996 - Tyrannochthonius chamorro Chamberlin, 1947 - Tyrannochthonius charon Muchmore, 1996 - Tyrannochthonius chelatus Murthy & Ananthakrishnan, 1977 - Tyrannochthonius confusus Mahnert, 1986 - Tyrannochthonius contractus (Tullgren, 1907) - Tyrannochthonius convivus Beier, 1974 - Tyrannochthonius curazavius Wagenaar-Hummelinck, 1948 - Tyrannochthonius densedentatus (Beier, 1967) - Tyrannochthonius diabolus Muchmore, 1996 - Tyrannochthonius ecuadoricus (Beier, 1977) - Tyrannochthonius elegans Beier, 1944 - Tyrannochthonius erebicus Muchmore, 1996 - Tyrannochthonius felix Muchmore, 1996 - Tyrannochthonius fiskei Muchmore, 1996 - Tyrannochthonius floridensis Malcolm & Muchmore, 1985 - Tyrannochthonius gezei Vachon, 1941 - Tyrannochthonius gnomus Muchmore, 1996 - Tyrannochthonius gomyi Mahnert, 1975 - Tyrannochthonius grimmeti Chamberlin, 1929 | - Tyrannochthonius guadeloupensis Vitali-di Castri, 1984 - Tyrannochthonius halopotamus Muchmore, 1996 - Tyrannochthonius helenae (Beier, 1977) - Tyrannochthonius heterodentatus Beier, 1930 - Tyrannochthonius hoffi Muchmore, 1991 - Tyrannochthonius horridus (Beier, 1976) - Tyrannochthonius hypogeus Muchmore, 1996 - Tyrannochthonius imitatus Hoff, 1959 - Tyrannochthonius infernalis Muchmore, 1996 - Tyrannochthonius innominatus Muchmore, 1996 - Tyrannochthonius insulae Hoff, 1946 - Tyrannochthonius intermedius Muchmore, 1986 - Tyrannochthonius japonicus (Ellingsen, 1907) - Tyrannochthonius jonesi Chamberlin, 1995 - Tyrannochthonius kermadecensis (Beier, 1976) - Tyrannochthonius krakatau Harvey, 1988 - Tyrannochthonius laevis Beier, 1966 - Tyrannochthonius luxtoni (Beier, 1967) - Tyrannochthonius mahunkai Mahnert, 1978 - Tyrannochthonius meneghettii (Caporiacco, 1949) - Tyrannochthonius meruensis Beier, 1962 - Tyrannochthonius migrans Mahnert, 1979 - Tyrannochthonius monodi Vachon, 1941 - Tyrannochthonius nanus (Beier, 1966) - Tyrannochthonius nergal Chamberlin, 1995 - Tyrannochthonius noaensis Moyle, 1989 - Tyrannochthonius norfolkensis (Beier, 1976) - Tyrannochthonius oahuanus Muchmore, 2000 - Tyrannochthonius oligochaetus Dashdamirov, 2005 - Tyrannochthonius orpheus Muchmore, 1996 - Tyrannochthonius osiris Chamberlin, 1995 - Tyrannochthonius ovatus Vitali-di Castri, 1984 - Tyrannochthonius pachythorax Redikorzev, 1938 - Tyrannochthonius palauanus Beier, 1957 - Tyrannochthonius pallidus Muchmore, 1973 - Tyrannochthonius parvus Chamberlin, 1995 - Tyrannochthonius pecki Muchmore, 1996 - Tyrannochthonius perpusillus Beier, 1951 - Tyrannochthonius philippinus (Beier, 1966) - Tyrannochthonius pholeter Muchmore, 1996 - Tyrannochthonius pluto Chamberlin, 1995 - Tyrannochthonius procerus Mahnert, 1978 - Tyrannochthonius psoglavi Curcic, 1990 - Tyrannochthonius pupukeanus Muchmore, 1983 | - Tyrannochthonius pusillimus Beier, 1951 - Tyrannochthonius pusillus Beier, 1955 - Tyrannochthonius queenslandicus (Beier, 1969) - Tyrannochthonius rahmi Beier, 1976 - Tyrannochthonius rex Harvey, 1989 - Tyrannochthonius riberai Mahnert, 1984 - Tyrannochthonius robustus Beier, 1951 - Tyrannochthonius rotundimanus Mahnert, 1985 - Tyrannochthonius satan Muchmore, 1996 - Tyrannochthonius semidentatus (Redikorzev, 1924) - Tyrannochthonius semihorridus (Beier, 1969) - Tyrannochthonius sheltae Muchmore, 1996 - Tyrannochthonius similidentatus Sato, 1984 - Tyrannochthonius simillimus Beier, 1951 - Tyrannochthonius simulans Mahnert, 1986 - Tyrannochthonius skeletonis Muchmore, 1996 - Tyrannochthonius sokolovi (Redikorzev, 1924) - Tyrannochthonius sparsedentatus Beier, 1959 - Tyrannochthonius spinatus Hong, 1996 - Tyrannochthonius steevesi Muchmore, 1996 - Tyrannochthonius stonei Muchmore, 1989 - Tyrannochthonius strinatii (Beier, 1974) - Tyrannochthonius stygius Muchmore, 1996 - Tyrannochthonius suppressalis Hong, 1996 - Tyrannochthonius swiftae Muchmore, 1993 - Tyrannochthonius tartarus Muchmore, 1996 - Tyrannochthonius tekauriensis Moyle, 1989 - Tyrannochthonius tenuis Chamberlin, 1995 - Tyrannochthonius terribilis (With, 1906) - Tyrannochthonius texanus Muchmore, 1992 - Tyrannochthonius tlilapanensis Muchmore, 1986 - Tyrannochthonius torodei Muchmore, 1996 - Tyrannochthonius troglobius Muchmore, 1969 - Tyrannochthonius troglodytes Muchmore, 1986 - Tyrannochthonius troglophilus (Beier, 1968) - Tyrannochthonius vampirorum Muchmore, 1986 - Tyrannochthonius volcancillo Muchmore, 1986 - Tyrannochthonius volcanus Muchmore, 1977 - Tyrannochthonius wittei Beier, 1955 - Tyrannochthonius wlassicsi (Daday, 1897) - Tyrannochthonius zonatus (Beier, 1964) |